# Porxada d'en Soler
La Porxada d'en Soler és un element arquitectònic històric (s.XIII) que podem trobar a la vila de Cardona.
Situada a la plaça Jussana (actual plaça de Santa Eulàlia), la seva situació era a l'epicentre de la vila, a la intersecció entre els tres camins principals que arribaven fins a Cardona i la pujada d'accés al castell.
Es tracta d'una estructura porxada que correspon a l'antic habitatge dels Soler, nissaga de ramaders i negociants locals enriquits. A principi del s.XIV van esdevenir senyors de la baronia veïna de Santa Maria d'Aguilar (Montmajor, Berguedà), mercès al control que exercien sobre les carnisseries de la vila i d'altres serveis sota el monopoli dels senyors del Castell de Cardona.
Sota la porxada s'hi podia trobar la carnisseria del Crestó i el forn jussà. La carnisseria del Crestó (datada el 1348) era el nom que designava els locals de pedra de la casa Soler on s'encabien les taules que els carnissers locals arrendaven per vendre al detall el crestó (un boc castrat) i d'altres tipus de carns. El forn jussà era el nom del forn on sota el domini del senyor de Cardona, les famílies podien dur a coure el seu pa a canvi de cedir-ne una porció al forner. L'any 1711 durant el setge del castell per les tropes francoespanyoles, va ser destruït amb 6000 pans cuits i 4000 de pastats al seu interior.
Actualment hi ha la nova seu del museu col·lecció de sal Josep Arnau.